# العجابى (إب)

تعديل مصدري - تعديل

العجابى هي إحدى قرى عزلة المقاطن بمديرية إب التابعة لمحافظة إب، بلغ تعداد سكانها 701 نسمة حسب تعداد اليمن لعام 2004.